# ベルナール・ブルジョワ
ベルナール・ブルジョワ（Bernard Bourgeois, 1929年9月2日 - 2024年3月26日）は、フランスの哲学者である。フランス国内においては道徳政治科学アカデミーの会員であり、2014年には会長を務めた。ソーヌ＝エ＝ロワール県ヴァレンヌ＝サン＝ソヴァール出身。
カントからマルクスに至る近代ドイツ哲学が専門で、ヘーゲルの著作の仏訳も行った。
研究テーマは、論理学と弁証法、理性と政治・法律、歴史哲学、宗教と哲学と教育の関係。

## 略歴
ベルナール・ブルジョワは高等師範学校を1951年に卒業し、1954年に哲学のアグレガシオンに合格した。
1954年から1957年まで、アルジェリアで兵連隊に従軍した後、1957年から1963年までマコンのリセで教えた。
その後、リヨン大学文学部に着任した。1972年、ソルボンヌ大学で博士号を取得し、リヨン第二大学、リヨン第三大学の教授を1989年まで続けた。1979年3月、リヨン第三大学の副学長になり、リヨン第一大学の状況に対して憂慮を示した。
1989年、パリ第一大学パンテオン＝ソルボンヌの教授に就任した。
次に挙げるように多くの役職を任ぜられてきた。リヨン大学文学部長、フランス国立大学カウンシル会員、ユネスコのフランス委員会委員、そしてフランス科学基金、国際哲学アンスティチュ、フランス哲学会の研究混成ユニット（UMS）ディレクター。
また、アグレガシオンの審査委員を1980年から1986年の間、そして1998年から1999年の間務めた。
1991年から、フランス哲学会の会長を務めた。
『形而上学・道徳評論（Revue de métaphysique et de morale）』のディレクター、そして「人間の倫理・連帯のためのオスタ・デライ基金（Fondation Ostad Elahi – éthique et solidarité humaine）」の理事を2002年2月の設立時から務めている。
2002年12月、道徳政治科学アカデミーの哲学部門会員に選ばれた。
2024年3月26日、アン県ヴィリアにおいて94歳で死去。

## ブルジョワとヘーゲル
ベルナール・ブルジョワによるヘーゲル研究は、ジャン・ヴァール、アレクサンドル・コジェーヴからジャン・イポリットにまで続く20世紀フランス哲学の問題系に連なっている。哲学界の支配的人物であるヘーゲルを中心として、実存主義、現象学、マルクス主義、そして脱構築主義といった哲学運動が具体化していったのである。
ブルジョワの理解では、ヘーゲル主義とはマルクス主義の単なる先駆者なのではなく、むしろマルクス主義の方が歴史における挿入句であり、ヘーゲル主義こそが自由の哲学なのである。ブルジョワはフランシス・フクヤマによる歴史の終焉テーゼ、すなわちリベラル民主主義が人類のイデオロギー進化の最終地点であるという主張に反論している。

## 著作

### 単著
- 1968 - L’idéalisme de Fichte
- 1969 - La pensée politique de Hegel
- 1970 - Hegel à Francfort ou Judaïsme, Christianisme, Hégélianisme
- 1986 - Le droit naturel de Hegel. Commentaire
- 1990 - Philosophie et droits de l’homme
- 1991 - Éternité et historicité de l’Esprit selon Hegel
- 1992 - Études hégéliennes. Raison et décision
- 1995 - La philosophie allemande classique
樋口善郎、松田克進訳『ドイツ古典哲学』白水社、1998年
- 1998 - Hegel
- 2000 - Fichte
- 2000 - Le vocabulaire de Fichte
- 2000 - Le vocabulaire de Hegel
- 2000 - L’idéalisme allemand : alternatives et progrès
- 2000 - La raison moderne et le droit politique
- 2001 - Hegel. Les actes de l’Esprit

### 翻訳
- 1972 - Hegel, Des manières de traiter scientifiquement du droit naturel
- 1970 - Hegel, Encyclopédie des sciences philosophiques - I - La science de la logique
- 1978 - Hegel, Textes pédagogiques
- 1988 - Hegel, Encyclopédie des sciences philosophiques - III - Philosophie de l’esprit
- 1994 - Hegel, Concepts préliminaires de l’Encyclopédie des sciences philosophiques
- 1997 - Hegel, Préface. Introduction à la Phénoménologie de l’Esprit
- 2004 - Hegel, Encyclopédie des sciences philosophiques - II - Philosophie de la Nature
- 2006 - Hegel, Phénoménologie de l'Esprit

### ベルナール・ブルジョワについての研究文献
- 2000 - Autour de Hegel : Hommage à Bernard Bourgeois, éd. François Dagognet et Pierre Osmo
- 2004 - Cérémonie de remise de l'épée d'académicien à Bernard Bourgeois, Sorbonne, 2004.
- 2007 - L'héritage de la raison : Hommage à Bernard Bourgeois, éd. Emmanuel Cattin et Franck Fischbach